# Coupe du monde de BMX 2023
Navigation
2022 2024
La 21e édition de la Coupe du monde de BMX (racing) a lieu du 3 juin au 14 octobre 2023. Cette année, dix manches sont organisées dans quatre villes étapes.

## Hommes élites

### Résultats
| #   | Lieu                | Date         | Vainqueur     | Deuxième       | Troisième       | Leader du classement général |
| --- | ------------------- | ------------ | ------------- | -------------- | --------------- | ---------------------------- |
| 1.  | Sakarya             | 3 juin       | Romain Mahieu | Diego Arboleda | Joris Daudet    | Romain Mahieu                |
| 2.  | Sakarya             | 4 juin       | Joris Daudet  | Romain Mahieu  | Izaac Kennedy   | Romain Mahieu                |
| 3.  | Papendal            | 24 juin      | Romain Mahieu | Arthur Pilard  | Diego Arboleda  | Romain Mahieu                |
| 4.  | Papendal            | 25 juin      | Joris Daudet  | Sylvain André  | Mateo Carmona   | Romain Mahieu                |
| 5.  | Sarrians            | 23 septembre | annulé        | annulé         | annulé          | Romain Mahieu                |
| 6.  | Sarrians            | 24 septembre | Joris Daudet  | Sylvain André  | Jérémy Rencurel | Joris Daudet                 |
| 7.  | Santiago del Estero | 7 octobre    | Romain Mahieu | Joris Daudet   | Nicolás Torres  | Joris Daudet                 |
| 8.  | Santiago del Estero | 8 octobre    | Romain Mahieu | Cameron Wood   | Simon Marquart  | Romain Mahieu                |
| 9.  | Santiago del Estero | 13 octobre   | Cameron Wood  | Romain Mahieu  | Bodi Turner     | Romain Mahieu                |
| 10. | Santiago del Estero | 14 octobre   | Romain Mahieu | Niek Kimmann   | Quillan Isidore | Romain Mahieu                |

### Classement général
| Pos | Coureur         | Pays            | Total |
| --- | --------------- | --------------- | ----- |
| 1   | Romain Mahieu   | France          | 3543  |
| 2   | Joris Daudet    | France          | 3094  |
| 3   | Diego Arboleda  | Colombie        | 2159  |
| 4   | Niek Kimmann    | Pays-Bas        | 1763  |
| 5   | Simon Marquart  | Suisse          | 1589  |
| 6   | Carlos Ramírez  | Colombie        | 1581  |
| 7   | Jérémy Rencurel | France          | 1522  |
| 8   | Sylvain André   | France          | 1464  |
| 9   | Mateo Carmona   | Colombie        | 1396  |
| 10  | Quillan Isidore | Grande-Bretagne | 1363  |

## Hommes espoirs

### Résultats
| #   | Lieu                | Date         | Vainqueur       | Deuxième        | Troisième       | Leader du classement général |
| --- | ------------------- | ------------ | --------------- | --------------- | --------------- | ---------------------------- |
| 1.  | Sakarya             | 3 juin       | Rico Bearman    | Marek Neužil    | Filib Steiner   | Rico Bearman                 |
| 2.  | Sakarya             | 4 juin       | Rico Bearman    | Hugo Marszalek  | Callum Russell  | Rico Bearman                 |
| 3.  | Papendal            | 24 juin      | Rico Bearman    | Matéo Colsenet  | Tim Goosens     | Rico Bearman                 |
| 4.  | Papendal            | 25 juin      | Rico Bearman    | Yuichi Masuda   | Casper Pipers   | Rico Bearman                 |
| 5.  | Sarrians            | 23 septembre | annulé          | annulé          | annulé          | Rico Bearman                 |
| 6.  | Sarrians            | 24 septembre | Kip Stauffacher | Matéo Colsenet  | Mathis Jacquet  | Rico Bearman                 |
| 7.  | Santiago del Estero | 7 octobre    | Thomas Maturano | Rico Bearman    | Matéo Colsenet  | Rico Bearman                 |
| 8.  | Santiago del Estero | 8 octobre    | Matéo Colsenet  | Thomas Maturano | Marek Neužil    | Rico Bearman                 |
| 9.  | Santiago del Estero | 13 octobre   | Rico Bearman    | Tim Goossens    | Thomas Maturano | Rico Bearman                 |
| 10. | Santiago del Estero | 14 octobre   | Rico Bearman    | Matéo Colsenet  | Tim Goossens    | Rico Bearman                 |

### Classement général
| Pos | Coureur          | Pays             | Total |
| --- | ---------------- | ---------------- | ----- |
| 1   | Rico Bearman     | Nouvelle-Zélande | 1288  |
| 2   | Matéo Colsenet   | France           | 956   |
| 3   | Thomas Maturano  | Argentine        | 599   |
| 4   | Tim Goossens     | Pays-Bas         | 583   |
| 5   | Callum Russell   | Grande-Bretagne  | 494   |
| 6   | Casper Pipers    | Pays-Bas         | 485   |
| 7   | Hugo Marszalek   | France           | 482   |
| 8   | Marco Radaelli   | Italie           | 447   |
| 9   | Marek Neuzil     | Tchéquie         | 416   |
| 10  | Federico Capello | Argentine        | 390   |

## Femmes élites

### Résultats
| #   | Lieu                | Date         | Vainqueur        | Deuxième         | Troisième        | Leader du classement général |
| --- | ------------------- | ------------ | ---------------- | ---------------- | ---------------- | ---------------------------- |
| 1.  | Sakarya             | 3 juin       | Bethany Shriever | Zoé Claessens    | Alise Willoughby | Bethany Shriever             |
| 2.  | Sakarya             | 4 juin       | Bethany Shriever | Alise Willoughby | Laura Smulders   | Bethany Shriever             |
| 3.  | Papendal            | 24 juin      | Saya Sakakibara  | Laura Smulders   | Merel Smulders   | Bethany Shriever             |
| 4.  | Papendal            | 25 juin      | Bethany Shriever | Saya Sakakibara  | Alise Willoughby | Bethany Shriever             |
| 5.  | Sarrians            | 23 septembre | annulé           | annulé           | annulé           | Bethany Shriever             |
| 6.  | Sarrians            | 24 septembre | Saya Sakakibara  | Zoé Claessens    | Merel Smulders   | Saya Sakakibara              |
| 7.  | Santiago del Estero | 7 octobre    | Bethany Shriever | Saya Sakakibara  | Felicia Stancil  | Saya Sakakibara              |
| 8.  | Santiago del Estero | 8 octobre    | Saya Sakakibara  | Bethany Shriever | Axelle Étienne   | Saya Sakakibara              |
| 9.  | Santiago del Estero | 13 octobre   | Saya Sakakibara  | Laura Smulders   | Felicia Stancil  | Saya Sakakibara              |
| 10. | Santiago del Estero | 14 octobre   | Saya Sakakibara  | Merel Smulders   | Alise Willoughby | Saya Sakakibara              |

### Classement général
| Pos | Coureuse         | Pays            | Total |
| --- | ---------------- | --------------- | ----- |
| 1   | Saya Sakakibara  | Australie       | 3775  |
| 2   | Bethany Shriever | Grande-Bretagne | 3044  |
| 3   | Laura Smulders   | Pays-Bas        | 2680  |
| 4   | Alise Willoughby | États-Unis      | 2480  |
| 5   | Merel Smulders   | Pays-Bas        | 2334  |
| 6   | Zoé Claessens    | Suisse          | 2035  |
| 7   | Molly Simpson    | Canada          | 1914  |
| 8   | Felicia Stancil  | États-Unis      | 1771  |
| 9   | Mariana Pajón    | Colombie        | 1764  |
| 10  | Gabriela Bolle   | Colombie        | 1328  |

## Femmes espoirs

### Résultats
| #   | Lieu                | Date         | Vainqueur         | Deuxième                     | Troisième         | Leader du classement général |
| --- | ------------------- | ------------ | ----------------- | ---------------------------- | ----------------- | ---------------------------- |
| 1.  | Sakarya             | 3 juin       | Tessa Martinez    | Zoé Hapka                    | Michelle Wissing  | Tessa Martinez               |
| 2.  | Sakarya             | 4 juin       | Tessa Martinez    | Francesca Cingolani Ferreira | Mckenzie Gayheart | Tessa Martinez               |
| 3.  | Papendal            | 24 juin      | Veronika Stūriška | Tessa Martinez               | Megan Williams    | Tessa Martinez               |
| 4.  | Papendal            | 25 juin      | Veronika Stūriška | Tessa Martinez               | Aiko Gommers      | Tessa Martinez               |
| 5.  | Sarrians            | 23 septembre | annulé            | annulé                       | annulé            | Tessa Martinez               |
| 6.  | Sarrians            | 24 septembre | Michelle Wissing  | Renske van Santvoort         | Aiko Gommers      | Tessa Martinez               |
| 7.  | Santiago del Estero | 7 octobre    | Ava Corley        | Veronika Stūriška            | Emily Hutt        | Tessa Martinez               |
| 8.  | Santiago del Estero | 8 octobre    | Tessa Martinez    | Isabell May                  | McKenzie Gayheart | Tessa Martinez               |
| 9.  | Santiago del Estero | 13 octobre   | Ava Corley        | Sharid Fayad                 | Aiko Gommers      | Tessa Martinez               |
| 10. | Santiago del Estero | 14 octobre   | Ava Corley        | Sharid Fayad                 | Mariana Agudelo   | Tessa Martinez               |

### Classement général
| Pos | Coureuse          | Pays             | Total |
| --- | ----------------- | ---------------- | ----- |
| 1   | Tessa Martinez    | France           | 976   |
| 2   | Veronika Stūriška | Lettonie         | 862   |
| 3   | Ava Corley        | États-Unis       | 787   |
| 4   | Michelle Wissing  | Pays-Bas         | 649   |
| 5   | Sharid Fayad      | Colombie         | 640   |
| 6   | Emily Hutt        | Grande-Bretagne  | 614   |
| 7   | Aiko Gommers      | Belgique         | 588   |
| 8   | Megan Williams    | Nouvelle-Zélande | 584   |
| 9   | Mckenzie Gayheart | États-Unis       | 548   |
| 10  | Valerie Vossen    | Belgique         | 412   |